# خالد القبيسي
خالد عبد الله القبيسي (من مواليد 22 ديسمبر 1975) هو رجل أعمال وسائق سباقات إماراتي يشغل منصب الرئيس التنفيذي للاستثمارات العقارية والبنية التحتية في شركة مبادلة للاستثمار. ومن خلال منصبه في مبادلة، يشرف القبيسي على مجموعة من الأصول المادية والرقمية في جميع أنحاء العالم والتي تشمل العقارات وتوحيد البنية التحتية الدولية لمبادلة التي توفر عوائد مستقرة طويلة الأجل عبر دورات الأعمال.
القبيسي هو أيضاً عضو في لجنة الاستثمار في مبادلة المكلفة بتطوير السياسات والمبادئ التوجيهية الاستثمارية للمنظمة، ومراجعة جميع المشاريع والاستثمارات المقترحة للتأكد من أنها تتماشى مع أهداف أعمال مبادلة.

## التعليم
يحمل القبيسي درجة الماجستير في العلوم في إدارة المشاريع من جامعة جورج واشنطن ودرجة البكالوريوس في التمويل وإدارة العمليات من جامعة بوسطن. حصل أيضًا على شهادة محلل مالي معتمد في عام 2003.

## الحياة المهنية
قبل توليه منصب الرئيس التنفيذي لمنصة مبادلة للاستثمارات العقارية والبنية التحتية في عام 2021، شغل القبيسي أيضًا منصب الرئيس التنفيذي لقطاع الطيران والطاقة المتجددة وتكنولوجيا المعلومات والاتصالات حيث أشرف على قطاع الطيران والطاقة المتجددة وتكنولوجيا المعلومات والاتصالات في الشركة. محافظ المرافق والخدمات الدفاعية. وقبل توليه هذا المنصب، شغل أيضًا منصب الرئيس التنفيذي للموارد البشرية في مبادلة، حيث كان مسؤولاً عن إدارة الأداء والتعلم والتطوير والنمو الوظيفي للموظفين واكتساب المواهب والتوطين.

## الرقابة المؤسسية
القبيسي هو رئيس مجلس إدارة الشركة الوطنية للتبريد المركزي (تبريد). وهو أيضاً عضو مجلس إدارة ونائب رئيس مجلس إدارة دار أبوظبي لإدارة وتمويل رياضة السيارات، وهو عضو في مجالس إدارة شركة أبوظبي لطاقة المستقبل (مصدر)، ومؤسسة الإمارات للطاقة النووية (ENEC)، وشركة الإمارات للاتصالات المتكاملة (دو)، وجلوبال فاوندريز، شركة مبادلة للبترول والتأمين. وهو أيضًا عضو في معهد CFA. 

## رياضة السيارات
منذ أوائل عام 2010، شارك القبيسي بنشاط في السباقات الدولية الكبرى. تشمل إنجازاته البارزة تحقيق الانتصارات الإجمالية في سباقات دبي 24 ساعة لعامي 2012 و2013، حيث قاد سيارة بلاك فالكون - مرسيدس بنز SLS AMG GT3 إلى جانب زملائه في الفريق شون إدواردز، وجيروين بليكمولين، وتوماس جاغر (2012)، وبيرند شنايدر (2013). بالإضافة إلى ذلك، في عام 2013، حقق الفوز في سباق ياس مارينا 12 ساعة. كما شارك القبيسي ثلاث مرات في سباق لومان 24 ساعة المرموق، وحقق أفضل إنجاز له في عام 2014، حيث احتل المركز التاسع عشر في الترتيب العام.

## الحياة الشخصية
القبيسي متزوج ولديه ثلاثة أطفال: ابنتان آمنة وحمدة وهما سائقتان سباقات سيارات، وابن.
1. ↑  Driver Database (بالإنجليزية), QID:Q19587362
2. 1 2  "Investment committee, Chief Executive Officer, Real Estate & Infrastructure Investments". Mubadala (بالإنجليزية). 3 Jun 2021. Archived from the original on 2024-01-17.
3. 1 2  "Investment committee". Mubadala (بالإنجليزية). 3 Jun 2021. Archived from the original on 2024-01-17.
4. ↑  "Amna Al Qubaisi Breaking All the Barriers with Kart Racing in the Middle East". The National (بالإنجليزية). 3 Jun 2021. Archived from the original on 2024-04-08.
5. ↑  "Khaled Abdulla Al Qubaisi". Linkedin (بالإنجليزية). 3 Jun 2021. Archived from the original on 2024-04-07.
6. ↑  "Dunlop 24H Dubai - A6-Pro 2013 standings". Driver Database (بالإنجليزية). 3 Jun 2021. Archived from the original on 2022-06-26.
7. ↑  "Dunlop 24H Dubai - A6-Pro 2013 standings". DriverDatabase (بالإنجليزية). 3 Jun 2021. Archived from the original on 2022-10-31.
8. ↑  "Gulf 12 Hours". Racing Sports Cars (بالإنجليزية). 3 Jun 2021. Archived from the original on 2024-04-07.
9. ↑  "INTERVIEW: Al Qubaisi hoping for trouble-free Le Mans". Sport 360 (بالإنجليزية). 3 Jun 2021. Archived from the original on 2024-04-07.
10. ↑  "Amna Al Qubaisi Breaking All the Barriers with Kart Racing in the Middle East". Mubadala (بالإنجليزية). 3 Jun 2021. Archived from the original on 2024-04-08.